# 黑暗詩選
《黑暗詩選》（英語：Into the Dark）是一部美國恐怖獨立單元類型的網絡電視劇集，定於2018年10月5日在Hulu首播。第一季共12集，每月的首個星期五播出1集。

## 梗概
本劇的各集的主題均與播出當月的節日相關。
第一集《屍體》主題為洛杉磯萬聖節夜的自拍文化，講述了一個精明同時自負的殺手別樣的作案方式。第二集《肉與血》發生在感恩節，在母親離世一年後，金伯利在家中變得疑神疑鬼，開始不相信任何人。在第三集中，一名叫威爾遜的演員因為出演廣受歡迎的吉祥物致使生活發生了巨大變化。

## 集數
| 季數 | 集数 | 集数 | 上線日期      | 上線日期      |
| 季數 | 集数 | 集数 | 首映          | 季终          |
| ---- | ---- | ---- | ------------- | ------------- |
| 1    | 12   | 12   | 2018年10月5日 | 2019年9月6日  |
| 2    | 12   | 10   | 2019年10月4日 | 2020年7月17日 |
| 2    | 12   | 2    | 2021年2月12日 | 2021年3月26日 |

### 第一季（2018–19年）
| 總集數 | 集數 | 標題 | 譯名             | 導演                     | 編劇                                                         | 節日       | 首播日期       |
| --- | ---- | ---- | ---------------- | ------------------------ | ------------------------------------------------------------ | ---------- | -------------- |
| 1 | 1    |      | 屍體             | 保羅·戴維斯              | 保羅·戴維斯＆保羅·費舍爾                                     | 萬聖節     | 2018年10月5日  |
| 主演：湯姆·巴特曼飾演威爾克斯；麗貝卡·雷騰豪斯飾演瑪吉；奧羅拉·佩里紐飾演多蘿西；大衛·赫爾飾演艾倫；雷·聖蒂亞戈飾演傑克 |      |      |                  |                          |                                                              |            |                |
| 2 | 2    |      | 肉與血           | 帕特里克·路西亞          | 路易斯·阿克曼                                                | 感恩節     | 2018年11月2日  |
| 主演：德蒙特·莫羅尼飾演亨利；達納·西爾弗飾演金伯利；滕碧·洛克飾演海倫·桑德斯醫生；梅雷迪思·莎倫飾演羅斯·托姆斯          |      |      |                  |                          |                                                              |            |                |
| 3 | 3    |      | 波卡             | 那奇歐·維加隆多          | 吉羅德·T·奧爾森                                              | 聖誕節     | 2018年12月7日  |
| 主演：尼亞莎·哈丁迪飾演威爾遜；拉塔莎·羅斯；喬恩·戴利飾演芬恩；戴爾·迪基                                                |      |      |                  |                          |                                                              |            |                |
| 4 | 4    |      | 新年新開始       | 索菲亞·塔卡爾            | 劇本創作 ：索菲亞·塔卡爾＆亞當·蓋恩斯 故事構思 ：亞當·蓋恩斯 | 新年       | 2018年12月28日 |
| 主演：蘇琪·沃特豪斯；卡莉·查肯；柯比·豪厄爾-巴蒂斯特；梅麗莎·伯格蘭                                                     |      |      |                  |                          |                                                              |            |                |
| 5 | 5    |      | 倒下             | 丹尼爾·斯塔姆            | 肯特·庫貝納                                                  | 情人節     | 2019年2月1日   |
| 6 | 6    |      | 樹屋             | 詹姆斯·羅德              | 詹姆斯·羅德＆托德·哈特漢                                     | 國際婦女節 | 2019年3月1日   |
| 7 | 7    |      | 我只是和你在一起 | 亞當·梅森                | 格雷格·澤恩特納＆斯科特·巴肯                                 | 愚人節     | 2019年4月5日   |
| 8 | 8    |      | 待公佈           | 切爾西·斯塔德            | 肖恩·凱勒＆吉姆·阿格紐                                       | 母親節     | 2019年5月3日   |
| 9 | 9    |      | 待公佈           | 亞當·梅森                | 沙恩·凡·戴克＆凱莉·凡·戴克                                   | 父親節     | 2019年6月7日   |
| 10 | 10   |      | 待公佈           | 吉吉·索爾·格雷羅         | 詹姆斯·本森、埃弗倫·埃爾南德斯和吉吉·索爾·格雷羅             | 美國獨立日 | 2019年7月8日   |
| 11 | 11   |      | 待公佈           | 帕特里克·凱西、喬什·米勒 | 帕特里克·凱西＆喬什·米勒                                     | 開學日     | 2019年8月2日   |
| 12 | 12   |      | 待公佈           | 漢娜·麥克弗森            | 劇本創作 ：保羅·戴維斯＆保羅·費舍爾 故事構思 ：漢娜·麥克弗森 | 父女日     | 2019年9月6日   |

### 第二季（2019–20年）
| 總集數 | 集數 | 標題  | 譯名   | 導演                | 編劇                                                                     | 節日       | 首播日期       |
| ------ | ---- | ----- | ------ | ------------------- | ------------------------------------------------------------------------ | ---------- | -------------- |
| 13     | 1    |       | 待公佈 | 保羅·戴維斯         | 艾倫·布萊克·巴切洛和詹姆士·巴切洛                                        | 萬聖節     | 2019年10月4日  |
| 14     | 2    |       | 待公佈 | 馬庫斯·鄧斯坦       | 馬庫斯·鄧斯坦和諾亞·芬伯格                                               | 感恩節     | 2019年11月1日  |
| 15     | 3    |       | 待公佈 | 查爾斯·胡德         | 保羅·索特                                                                | 聖誕節     | 2019年12月6日  |
| 16     | 4    |       | 待公佈 | 卡特·史密斯         | 埃林格·索羅德森                                                          | 新年       | 2019年12月27日 |
| 17     | 5    |       | 待公佈 | 瑪姬·列文           | 瑪姬·列文                                                                | 情人節     | 2020年2月7日   |
| 18     | 6    |       | 待公佈 | 布蘭登·扎克         | 劇本創作 ：凱瑟琳·維格納爾 故事構思 ：凱瑟琳·維格納爾和邁克·甘           | 聖派翠克節 | 2020年3月6日   |
| 19     | 7    |       | 待公佈 | 亞歷杭德羅·布魯格斯 | 瑞安·科普爾                                                              | 復活節     | 2020年4月3日   |
| 20     | 8    |       | 待公佈 | 艾瑪·塔米           | 德克·布萊克曼                                                            | 母親節     | 2020年5月8日   |
| 21     | 9    |       | 待公佈 | 泰勒·麥金太爾       | 亞倫·艾森伯格和威爾·艾森伯格                                             | 寵物鑑賞週 | 2020年6月12日  |
| 22     | 10   |       | 待公佈 | 朱利葉斯·拉姆齊     | 阿爾斯頓·拉姆齊                                                          | 美國獨立日 | 2020年7月17日  |
| 23     | 11   |       | 待公佈 | 克拉拉·阿蘭諾維奇   | 劇本創作 ：亞歷山德拉·佩奇曼＆尼克·安托斯卡 故事構思 ：亞歷山德拉·佩奇曼 | 情人節     | 2021年2月12日  |
| 24     | 12   | [ 4 ] | 待公佈 | 待公佈              | 亞當·梅森＆西蒙·博伊斯                                                   | 待公佈     | 待公佈         |

## 製作

### 開發

第1集《屍體》先行宣傳海報。

2018年1月9日，Hulu宣佈預訂本劇的第一季，共包括12集，自2018年10月起以獨立單元劇形式每月播出1集。每集為一個獨立的故事，以相似的敘事結構串聯起來。
2018年5月2日，確定本劇劇名為《黑暗詩選》（Into the Dark）。首播集標題為《屍體》（The Body），定於2018年10月5日播出，由保羅·戴維斯執導，編劇為保羅·戴維斯和保羅·費舍爾。戴維斯和費舍爾同時擔任本劇製作人，大衛·亞曆山大·費根為執行製作。10月11日，第三集標題被確定為《波卡》（Pooka），該集以聖誕節為主題，於2018年12月7日播出。以愚人節為主題的劇集標題為《我只是和你在一起》（I'm Just Fucking with You）。11月27日，有報道稱第四集《新年新開始》（New Year, New You）將在2019年1月播出。情人節為主題的劇集標題為《倒下》（Down），將在2月播出。3月會播出名為《樹屋》（Treehouse）的劇集。名為《校風》（School Spirit）的劇集將在2019年8月或9月播出。12月7日，報道稱索菲亞·塔卡爾執導《新年新開始》，該集劇本由亞當·蓋恩斯撰寫，播出日期提前至2018年12月28日。
2019年8月，Hulu續訂第二季，並總體追加5集，兩季共增加至24集。第二季於2019年10月4日首播，原計劃於2020年9月完結。受2019冠狀病毒病疫情影響，最後兩集推遲播出。

### 選角
2018年5月2日，Hulu確認湯姆·巴特曼、麗貝卡·雷騰豪斯、奧羅拉·佩里紐、大衛·赫爾和雷·聖蒂亞戈出演第1集，德蒙特·莫羅尼、達納·西爾弗和滕碧·洛克出演第2集。11月12日，報道稱尼亞莎·哈丁迪將主演第三集。12月7日，報道稱蘇琪·沃特豪斯、卡莉·查肯、柯比·豪厄爾-巴蒂斯特和梅麗莎·伯格蘭將出演第四集。

## 宣傳與發行
2018年9月20日，Hulu公佈了第一支先行預告片，展現了與每集主題相關的節日：萬聖節、感恩節、聖誕節、跨年夜、情人節、聖派屈克節、國際婦女節、愚人節、世界地球日、母親節、父親節、美國國旗日、美國獨立日、雙胞胎節、勞動節和祖父母節。21日，本劇在加州洛杉磯電影節首映，並在編劇協會劇院上映第1集《屍體》。

## 迴響
本劇收到了正面好評。在影視匯總點評網站爛番茄上，《黑暗詩選》獲得了69%的新鮮度，5.7/10分（7位劇評人）。
| 第一季（2018–19年）：烂番茄追踪到的所有评论家的评论中，正面评论占比 |                                                              |
|                                                                     | 由于已知的技术原因，图表暂时不可用。带来不便，我们深表歉意。 |

| 第二季（2019–20年）：烂番茄追踪到的所有评论家的评论中，正面评论占比 |                                                              |
|                                                                     | 由于已知的技术原因，图表暂时不可用。带来不便，我们深表歉意。 |

## 資料來源
1. 1 2 3 4 5  Sprague, Mike. . Dread Central. 2018-05-02  [2018-08-13]. （原始内容存档于2018-06-12） （美国英语）.
2. ↑  Eddy, Cheryl. . io9. 2018-12-07  [2018-12-12]. （原始内容存档于2018-12-10） （美国英语）.
3. 1 2  Crucchiola, Jordan; Adalian, Josef. . vulture. 2019-08-21  [2020-06-17]. （原始内容存档于2020-06-09） （美国英语）.
4. ↑  . Writers Guild of America West.   [2021-02-03]. （原始内容存档于2021-02-08） （美国英语）.
5. ↑  Holloway, Daniel. . Variety. 2018-01-09  [2018-08-13]. （原始内容存档于2018-10-02） （美国英语）.
6. ↑  Mudano, Mike. . Paste Magazine. 2018-01-09  [2018-08-13]. （原始内容存档于2018-06-12） （美国英语）.
7. ↑  Crucchiola, Jordan. . Vulture. 2018-01-09  [2018-08-13]. （原始内容存档于2018-08-17） （美国英语）.
8. ↑  Baxter, Joseph. . Den of Geek. 2018-01-09  [2018-08-13]. （原始内容存档于2018-06-12） （美国英语）.
9. ↑  Squires, John. . Bloody Disgusting. 2018-01-09  [2018-08-13]. （原始内容存档于2018-08-25） （美国英语）.
10. 1 2  Patterson, Adreon. . Paste Magazine. 2018-05-02  [2018-08-13]. （原始内容存档于2018-06-12） （美国英语）.
11. 1 2  Villarreal, Yvonne. . The Los Angeles Times. 2018-05-02  [2018-08-13]. （原始内容存档于2018-08-07） （美国英语）.
12. 1 2  Zuniga, Paul. . Hulu Watcher. 2018-11-12  [2018-11-24]. （原始内容存档于2019-08-05） （美国英语）.
13. ↑  Morse, Chris. . Dead Entertainment. 2018-10-11  [2018-12-12]. （原始内容存档于2018-11-29） （美国英语）.
14. 1 2 3 4  Morse, Chris. . Dead Entertainment. 2018-11-27  [2018-12-12]. （原始内容存档于2018-11-28） （美国英语）.
15. 1 2  Kohn, Eric. . IndieWire. 2018-12-07  [2018-12-12]. （原始内容存档于2018-12-09） （美国英语）.
16. ↑  Sippell, Margeaux. . 2019-08-21  [2020-06-17]. （原始内容存档于2020-04-29） （美国英语）.
17. ↑  EDT, Joe Reid Friday 10/2/2020 at 3:00AM. . primetimer.com. 2020-10-02  [2020-10-23]. （原始内容存档于2020-11-05）.
18. ↑  Bui, Hoai-Tran. . slashfilm. 2018-09-21  [2018-09-20]. （原始内容存档于2018-09-21） （美国英语）.
19. ↑  . YouTube. 2018-09-20  [2018-09-21]. （原始内容存档于2018-09-22） （美国英语）.
20. ↑  McNary, Dave. . Variety. 2018-08-22  [2018-08-31]. （原始内容存档于2018-08-27） （美国英语）.
21. 1 2  . Rotten Tomatoes.   [2019-06-25]. （原始内容存档于2019-06-20） （美国英语）.
22. ↑  . Rotten Tomatoes.   [2020-07-07]. （原始内容存档于2020-07-12） （美国英语）.

## 外部連結
- 互联网电影数据库（IMDb）上《黑暗詩選》的资料（英文）
- 豆瓣电影上《黑暗詩選》的資料 （简体中文）